# Södra Ängby

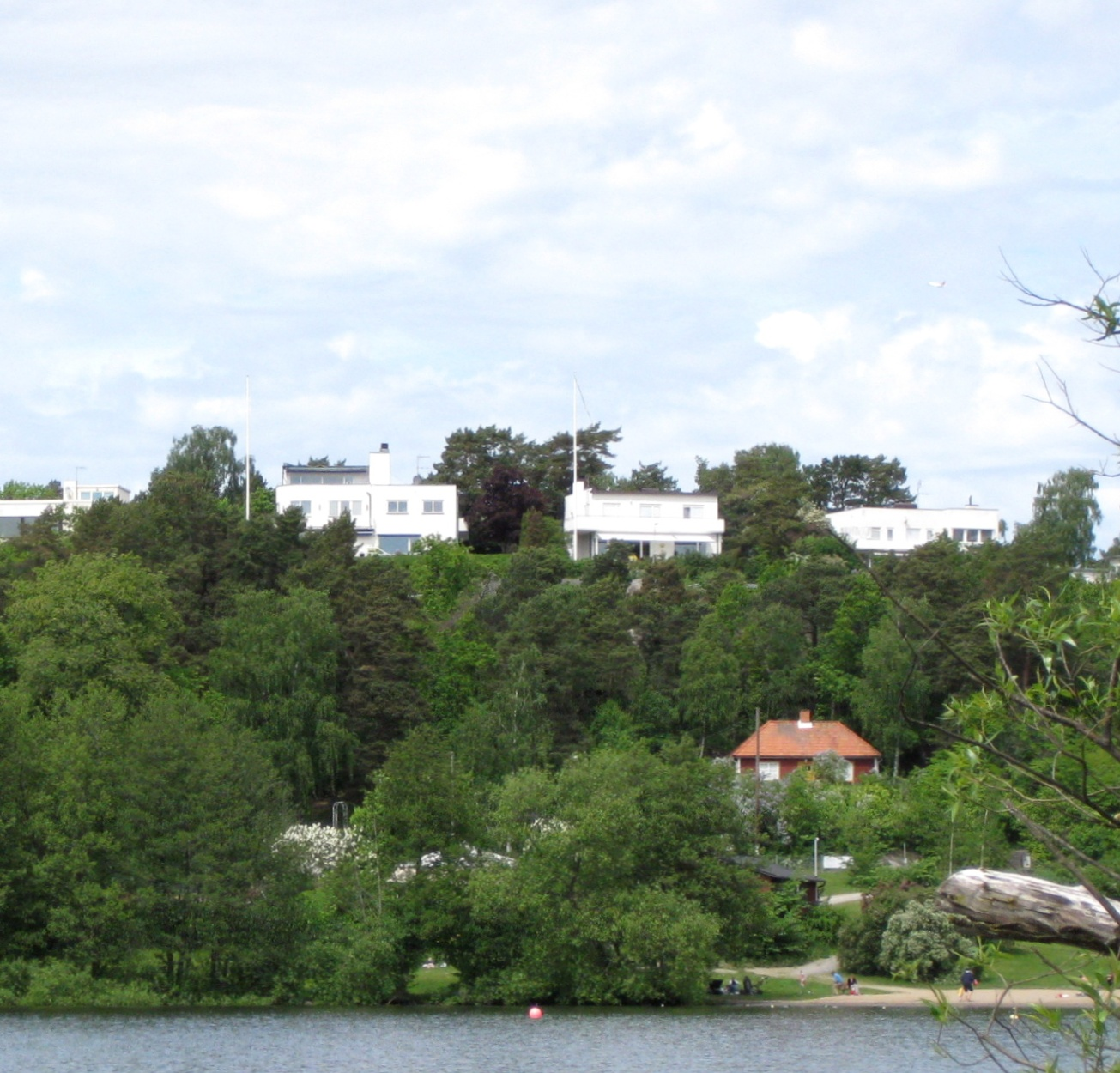
Södra Ängby 2010

Södra Ängby ist ein Stadtteil im Stockholmer Stadtbezirk Bromma. Södra Ängby besteht aus etwa 500 unterschiedlichen Einfamilienhäusern, die während der Jahre 1933 bis 1939 allesamt im Architekturstil der Moderne entworfen und gebaut wurden. Damit zählt Södra Ängby zu den größten, bewahrten funktionalistischen Villensiedlungen Europas. Die Siedlung wird durch das so genannte Riksintresse geschützt (Reichsinteresse an besonders wertvollen Bauten).

## Hintergrund

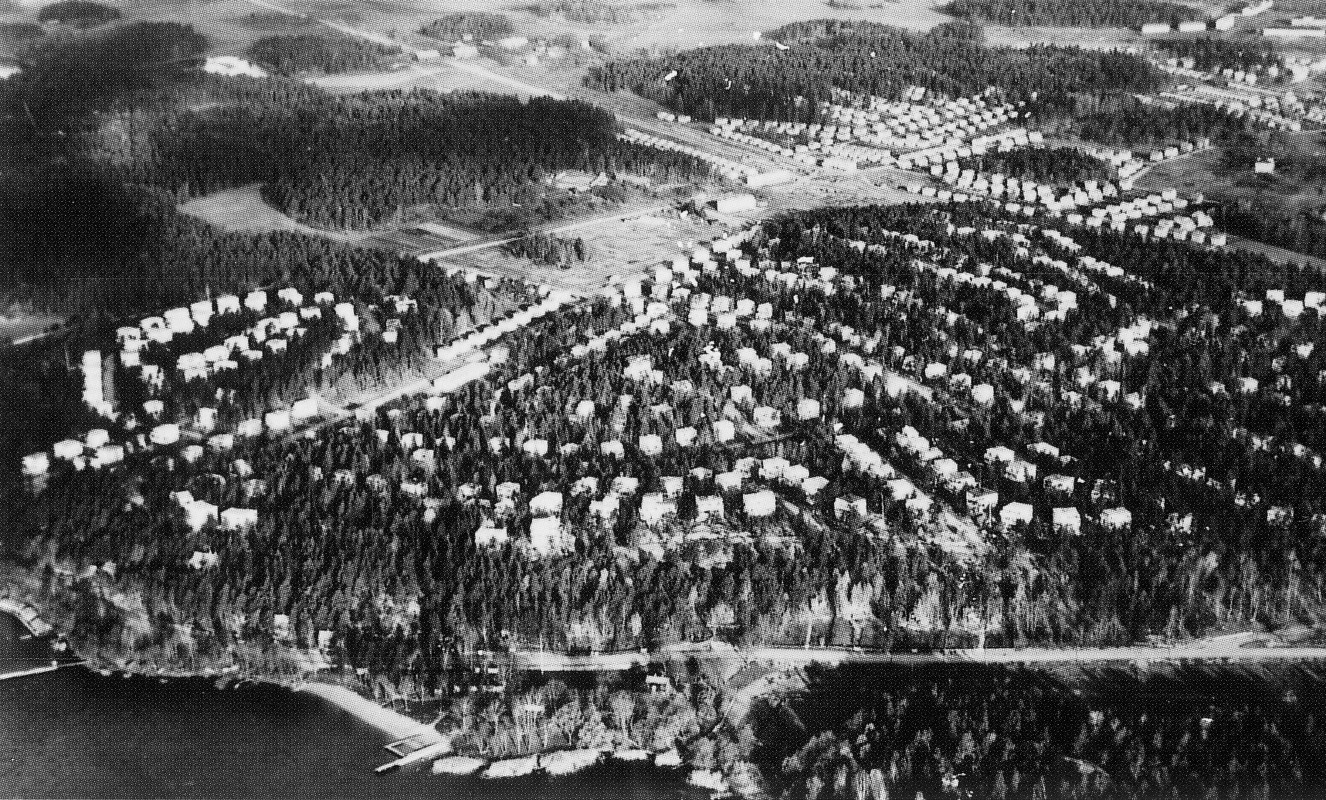
Luftbild Södra Ängby ca. 1938

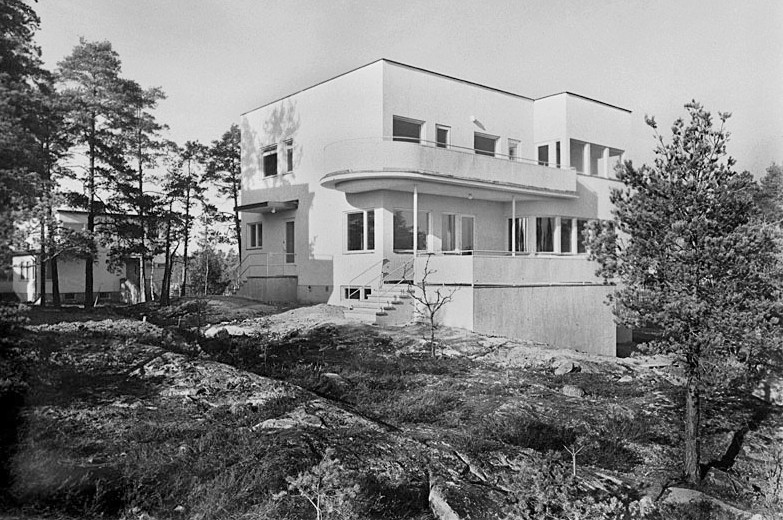
Villa Ängbyhöjden Nr. 30, 1938

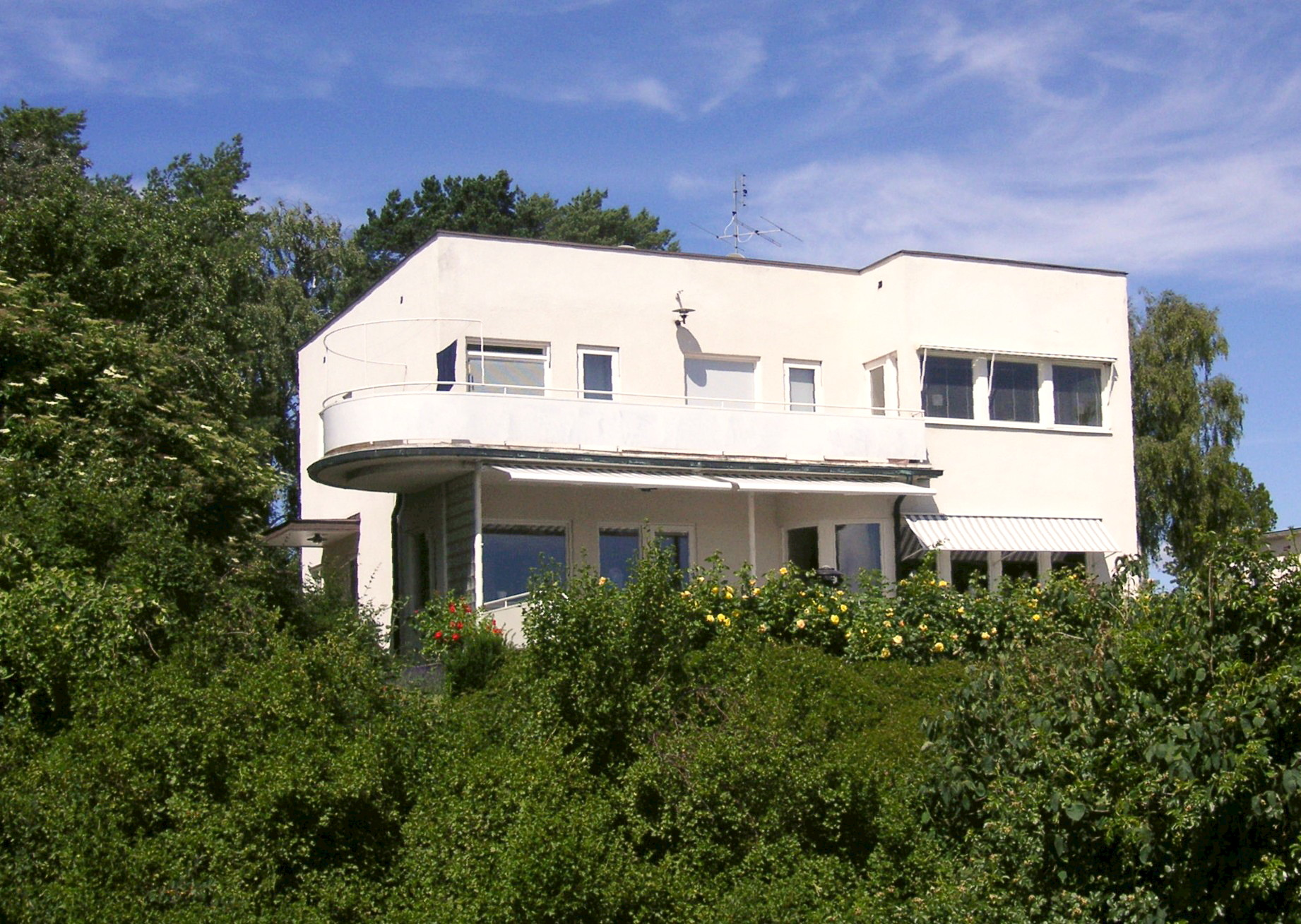
Villa Ängbyhöjden Nr. 30, 2008

Mit dem Durchbruch des Funktionalismus in Schweden, der gemeinhin mit der Stockholmer Ausstellung 1930 gleichgesetzt wird, wurden besonders in den 1930er und 1940er Jahren die funktionalistischen Ideen und Stilelemente im Wohnungsbau umgesetzt. Rund um Stockholm hatte die Stadt Baugrund aufgekauft und neue Vororte mit Mietshäusern entwickelt, wie beispielsweise Hammarbyhöjden, Traneberg und Kristineberg. In Enskede, Norra Ängby und Södra Ängby dagegen verwirklichte man den Traum vom eigenen Heim.
Gemein war allen diesen Projekten die verwirklichte Idee von Luft, Licht und Naturnähe sowie die gute sanitäre Ausstattung, die kompletten Küchen und die hellen Fassadenfarben, weshalb diese Vororte bald vom enthusiastischen Fachvolk „Den vita staden“ („die weiße Stadt“) genannt wurden. Södra Ängby war einer der letzten Villenvororte in Stockholm, der im Geiste der Gartenstadt-Idee entstand.
Während man in Norra Ängby kleine Einfamilienhäuser und Reihenhäuser für Einkommensschwache plante, wollte man in Södra Ängby die gehobene Mittelschicht ansprechen. Die Häuser wurden schlüsselfertig, auf „Spekulation“ von verschiedenen Bauunternehmen errichtet und anschließend verkauft. Der technische Standard der Häuser war hoch, mehrere Bäder, separates Esszimmer und Zimmer für ein Hausmädchen waren keine Seltenheit. Die Größe variierte von 120 bis 200 m² Wohnfläche.

## Architektur

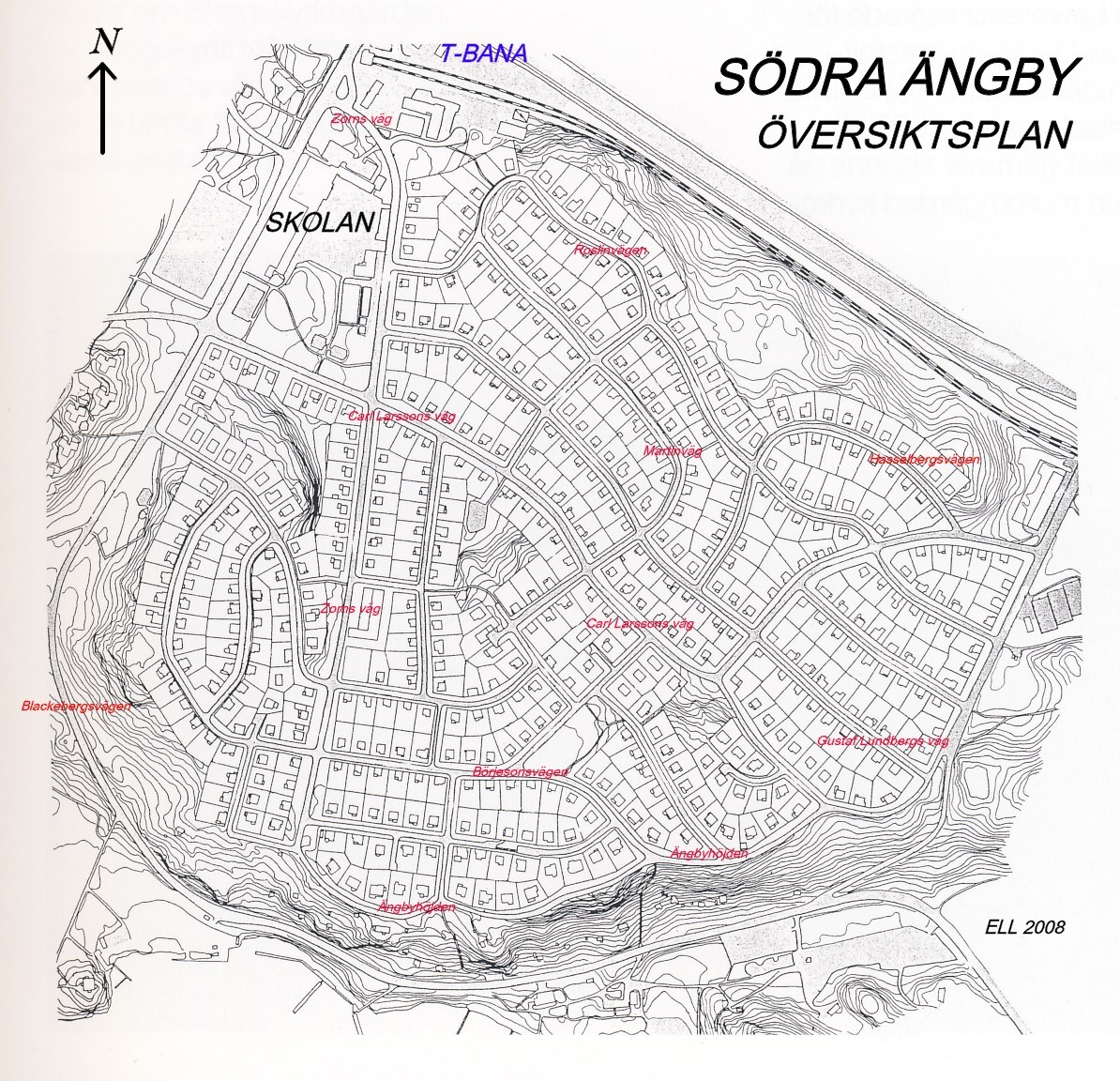
Södra Ängbys Bebauungsplan

Der Bebauungsplan des Architekten Albert Lilienberg (1879–1967) war von verschlungenen, gut an das Terrain angepassten Straßen und Wegen gekennzeichnet. Die vorhandene Vegetation wurde weitgehend erhalten. Nahezu 95 % der Villen stammen von einem einzigen Architekten, Edvin Engström (1890–1971), der sich auch mit dem Entwerfen von Mehrfamilienhäusern einen Namen gemacht und der während seiner aktiven Zeit an die 5.000 Einfamilienhäuser gezeichnet hatte. Trotz seiner umfangreichen Produktion waren seine Bauten technisch und ästhetisch stets gut durchplant.
Charakteristisch für die Eigenheime in Södra Ängby sind die hellen, nahezu weißen geputzten Fassaden, die flachen Dächer, gerundete Balkone, große sprossenlose Fenster, kleine runde Fenster und zierliche Geländer. Trotz des „modernen“ Baustils sind ein Großteil der Häuser konventionell konstruiert. Nach der schwedischen Bauart dieser Jahre bestehen beispielsweise die Außenwände aus stehenden 50-mm-starken vernuteten Planken, die außen mit Kalkputz oder mit Holzpaneel versehen sind, innen mit Hartfaserplatten. Nach heutigen Gesichtspunkten ist die Wärmedämmung nahezu gleich Null, was eine Zusatzisolierung notwendig macht, ohne dabei den Charakter des Hauses zu verändern. Darüber wacht seit 1987 das Riksantikvarieämbetet (Reichsantiquaramt). Ein detaillierter Bebauungsplan sorgt seit 1993 dafür, dass das Äußere der Häuser und die umgebende Natur erhalten bleiben.

## Detailbilder
|  |  |  |  |